# 沙崙子
沙崙子，原稱沙崙，是新北市淡水區的一個地名，位於該區西部，範圍大致包括油車里西南角、大庄里不含東端、沙崙里不含北部及鄰大庄里南北兩側東部。

## 歷史
台灣清治末期至日治前期，沙崙子地區為一街庄，稱為「沙崙庄」，隸屬於芝蘭三堡。該庄北與大庄埔庄為鄰，東與油車口庄為鄰，南邊隔淡水河與小八里坌庄相望，西邊臨海。
1901年（日治明治三十四年）11月11日，該庄隸屬於臺北廳滬尾支廳，同年12月17日編為第二十五區。1905年4月19日，沙崙庄改為「沙崙仔庄」，以區別位在枋橋支廳擺接堡的沙崙庄。1906年（明治三十九年）1月，第二十四區及二十五區、二十六區的部分街庄合併為「滬尾區」，該庄屬之。1920年（大正九年），該庄改制為「沙崙子」大字，隸屬於臺北州淡水郡淡水街。
戰後淡水街改制為淡水鎮，隸屬於臺北縣，大字亦改制為里。2010年12月，臺北縣升格為新北市，淡水鎮亦改制為淡水區。

## 交通
省道台2乙線大致以尖端向西的V字形經過沙崙子地區，往東北可於林子接台2線主線，再往北可前往三芝、石門、金山、萬里、基隆等地；台2乙線往東南可前往北投、士林、台北市區，亦可接洲美快速道路、環河南北快速道路快速進入台北市區。

## 學校
- 後備動員管理學校

## 景點
- 淡水漁人碼頭
- 沙崙海水浴場